# Biserica Sfântul Ilie din Botoșani
Biserica Sfântul Ilie din Botoșani sau Biserica Blănarilor este o biserică monument istoric ctitorită de blănarii din Botoșani. 

## Istoric
Aceasta a fost construită pe locul unde în jurul anului 1778 era o biserică din lemn cu cimitirul în jurul ei. Acest lucru a reieșit din Catastihul dat de Mitropolitul Calimah, în anul 1778 luna mai 13, breslei blănarilor din târgul Botoșani, prin care le așează breasla și-i întărește a-și săvârși praznicul de Sf. Ilie, iulie 20. Biserica de lemn a fost demolată, iar în anul 1809 a fost ridicată clopotnița. Pe intrarea de la clopotniță putem vedea următorul text: „Această clopotniță s-a făcut prin silința epitropilor Chiriac Staroste, Ștefan Patatu, Gheorghe Paiu, Erei Constantin cu cheltuiala domniilor sale, și toată breasla blănarilor și altor ctitori, care au făcut ajutor, 1809 iulie 20". Pe data de 8 aprilie 1837, în Botoșani la Isprăvnicie se încheie un contract pentru realizarea bisericii. Acesta a fost încheiat cu pietrarii Constantin Sin Iordache, Ilie Ciobanu și cu epitropii bisericii „Sf. Ilie". Pe 1 octombrie 1843 biserica a fost sfințită. Clopotnița din anul 1809 a fost lipită la biserica actuală. Aceasta a fost zidită din piatră și cărămidă fiind monumentală ca mărime și construcție.

## Legături externe
- Site oficial Parohia Sfântul Ilie